# لوسیدیل (میسیسیپی)
لوسیدیل (به انگلیسی: Lucedale) شهری در ایالت می‌سی‌سی‌پی کشور ایالات متحده آمریکا است که جمعیت آن در سرشماری سال ۲۰۱۰ میلادی، ۲٬۹۲۳ نفر بوده‌است.